# 卡亞區
17°49′59″S 35°19′59″E / 17.833°S 35.333°E

卡亞區（葡萄牙語：Caia），是莫桑比克的行政區，位於該國中東部，由索法拉省負責管轄，首府設於卡亞，面積3,542平方公里，2007年人口115,455，人口密度每平方公里33人。